# Cleome viscosa
Cleome viscosa es una especie perteneciente a la familia Cleomaceae.

## Descripción
Es un planta herbácea, con  3 o 5 folíolos ovales, de pétalos amarillos distribuidos asimétricamente. Fruto de 4-5 cm de longitud, linear; de 8 a 20 estambres, semillas oscuras finamente rugosas.

## Distribución y hábitat
Es una especie de distribución pantropical, muy común en terrenos que han sido modificados por el hombre, se le considera una maleza en muchos países del mundo ya que resulta abundante en terrenos cultivados, también en caminos, en líneas ferroviarias. Introducida en el Este de Estados Unidos y Puerto Rico.